# Bama

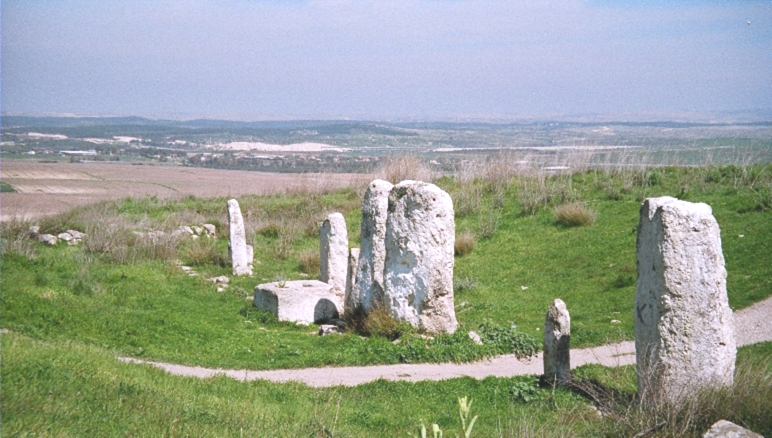
Wyżyna w Gezer (środkowa epoka brązu)

Bama (hebr. "wyżyna") – typ kananejskiego sanktuarium. Zazwyczaj miała postać sztucznego lub naturalnego wzgórza, na szczycie którego ustawione były betyle albo kamienne stele poświęcone bóstwu. Wyżyny miewały także formę niskiego kamiennego podwyższenia, z kilkoma stopniami umożliwiającymi wejście.